# رشاد فلويد
رشاد فلويد (بالإنجليزية: Rashad Floyd)‏ هو لاعب كرة قدم أمريكية أمريكي، ولد في 7 أبريل 1979 في أوكلاند في الولايات المتحدة.